# 駒場農學校
駒場農學校（日语：／ komaba-nōgakkō），是日本舊制的教育機關。是現在東京大學農學院、筑波大學生命環境學群生物資源學類、東京農工大學農學院的前身，為日本最初的農學教育、研究機構。

## 摘要
在日本近代農學發展黎明期扮演重要的角色，是日本近代農學發展的基礎。
相較於以美國農業為教育基礎而著名的札幌農學校克拉克博士；駒場農學校以德國農法為典範，除了試種歐美農作物的「泰西農場 」、改良在地農法的「 本邦農場」等農場之外，也具備園藝植物園、家畜醫院、氣象台等設施，是農業綜合教育及研究機關。最早的占地僅約6萬坪，陸續擴張後，在1884年時，已達16萬5000坪。

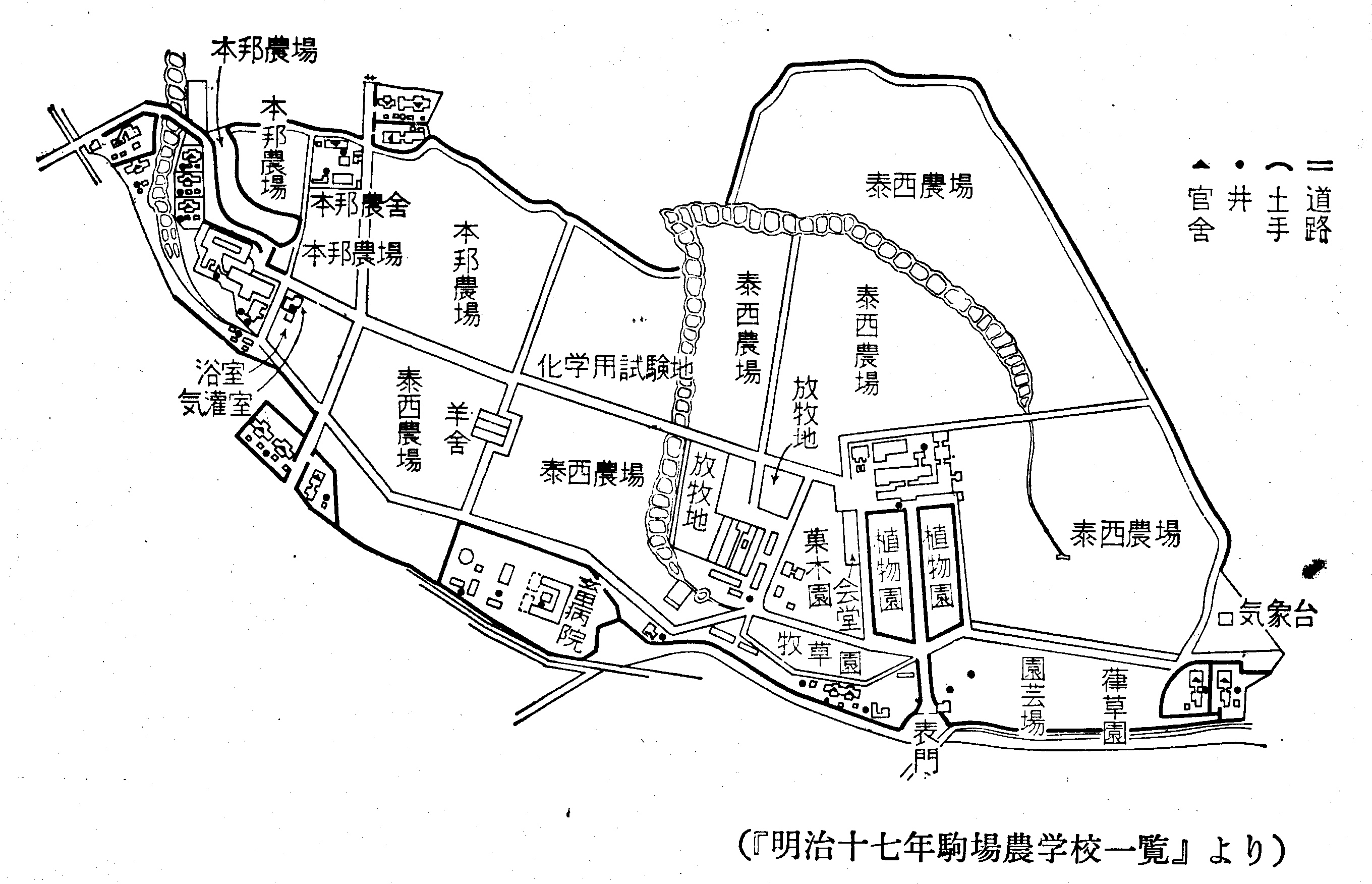
駒場農學校平面圖

農學校部分原址於1986年轉變為駒場野公園開放，占地2.8公頃的公園內，有雜木林以及水田。

## 沿革

### 簡歷
1873年（明治6年）設立內務省，為了導入西洋式農業、畜牧技術，開設駒場農學校及三田育種場。
1874年在內務省勸業寮內藤新宿出張所（現 新宿御苑）成立農事修學場。1878年遷移至駒場，成為駒場農學校，1881年設立農商務省後，駒場農學校轉為其下的管轄教育機構。
然而，由於財政困難，1886年與東京山林學校合併為東京農林學校。1890年統整並編入帝國大學（1897年改稱東京帝國大學），成為農科大學。

### 年表
- 1874年內務省勸業寮內藤新宿出張所設立農事修學場
- 1877年設置內務省樹木試驗場
- 1878年農事修學場改稱駒場農學校
- 1881年樹木試驗場及駒場農學校改轄農商務省
- 1882年樹木試驗場改稱東京山林學校
- 1886年東京山林學校與駒場農學校合併，設置東京農林學校

## 校長
- 前田獻吉：1886年5月22日-7月22日

## 相關名人
駒場農學校在日本近代農學發展黎明期扮演了的重要角色，其中，名人的代表有：「日本三老農」之一的群馬縣農民船津傳次平、留名水田的Oskar Kellner、提出鹽水選種法的東京農業大學初代校長橫井時敬、日本銀行第八代總裁三島彌太郎等。

## 外部連結
- 東大農学部の歴史　農学部の黎明期－駒場農学校 （页面存档备份，存于） （日語）
- 歴史を訪ねて　駒場農学校（月刊めぐろ） （页面存档备份，存于） （日語）
- 東京大学大学院農学生命科学研究科附属生態調和農学機構農場博物館 （页面存档备份，存于） （日語）